# Обтюратор (оптика)
Обтюра́тор (фр. obturateur, от лат. obturo — закрываю) — механизм оптических приборов, предназначенный для периодического прерывания потока излучения. Одна из ключевых деталей кинотехники, в том числе кинопроекторов и кинокопировальных аппаратов. В киносъёмочном аппарате обтюратор выполняет ту же роль, что и затвор в фотоаппарате. Работа обтюратора синхронизируется со скачковым механизмом таким образом, чтобы киноплёнка оставалась неподвижной от начала открытия обтюратора до его полного закрытия. Является одним из простейших вариантов амплитудного модулятора света.
Наиболее распространённый дисковый обтюратор представляет собой вращающийся диск с одним или несколькими вырезанными секторами. Реже встречаются вращающиеся конические и цилиндрические обтюраторы, а также шторные с возвратно-поступательным движением. В инфракрасных модуляционных радиометрах обтюратор в закрытом состоянии может быть источником опорного излучения.

## Угол раскрытия и коэффициент обтюрации
Главной характеристикой обтюратора считается угол раскрытия, определяющий его светопропускание. Угол раскрытия равен углу секторного выреза однолопастного или сумме углов всех вырезов многолопастного обтюратора. При форме, отличной от диска, угол раскрытия выражается суммарным углом поворота ведущего звена обтюратора, соответствующим его открытому состоянию, когда свет беспрепятственно пропускается. Теоретический предел угла раскрытия равен 360°, что соответствует непрерывному пропусканию света, тогда как нулевым углом обладает сплошной непрозрачный диск. Угол раскрытия 180° означает равные временны́е промежутки света и темноты.
Угол раскрытия {\displaystyle \alpha _{o}} определяет выдержку {\displaystyle t_{b}} при съемке.
{\displaystyle t_{b}={\frac {1}{\nu _{c}}}\times {\frac {\alpha _{o}\,z}{360^{\circ }}}}, где {\displaystyle \nu _{c}} — частота киносъёмки, {\displaystyle z} — число лопастей обтюратора.
Таким образом, в киносъёмочном аппарате сочетание частоты киносъёмки и угла раскрытия обтюратора определяет выдержку, которую получает светочувствительная киноплёнка во время экспонирования каждого кадра. Максимальный угол раскрытия обтюратора ограничен механической эффективностью скачкового механизма, не способного перемещать киноплёнку мгновенно. Слишком быстрая работа грейфера или мальтийского механизма чревата высокими механическими нагрузками на перфорацию и риском её повреждения. Поэтому у большинства киносъёмочных аппаратов угол раскрытия обтюратора редко превышает 180°, за исключением специальных моделей, в том числе кинорегистраторов видео. Максимальный угол раскрытия обтюратора считается важной характеристикой киносъёмочного аппарата, поскольку определяет его пригодность для съёмки при естественном освещении без дополнительной подсветки. Существуют кинокамеры с изменяемым углом раскрытия обтюратора, что позволяет регулировать выдержку при неизменной частоте. Киносъёмочные аппараты, оснащённые таким обтюратором, пригодны для комбинированных съёмок и изготовления монтажных переходов типа «наплыв» и «затемнение».
Иногда, основной характеристикой обтюратора считают коэффициент обтюрации {\displaystyle \eta _{o}}, то есть отношение длительности открытого состояния (выдержки) к периоду {\displaystyle T_{c}} смены кадра.
{\displaystyle \eta _{o}={\frac {t_{b}}{T_{c}}}}
В кинопроекторах коэффициент обтюрации напрямую влияет на световую эффективность, снижая светопропускание по мере своего уменьшения. Тем не менее, нагрузки на киноплёнку при кинопроекции ограничены ещё сильнее, чем при съёмке, так как влияют на сохранность фильмокопии, проходящей через лентопротяжный механизм многократно, в отличие от кинонегатива. За счёт более высокого КПД мальтийского механизма угол раскрытия обтюратора в кинопроекторах мог бы быть больше, чем в кинокамерах, если бы не требовалось дополнительное перекрытие светового потока холостой лопастью. При кинопроекции для устранения видимого мерцания экрана обтюратор снабжается ещё одной лопастью, и за время проекции одного кадра свет перекрывается дважды. Это увеличивает частоту мерцаний выше физиологического порога заметности, но снижает светопропускание системы. В звуковых кинопроекторах обтюратор имеет одну рабочую и одну холостую лопасть, что обеспечивает частоту мерцаний 48 Гц. В немых кинопроекторах, рассчитанных на частоту кинопроекции 16 кадров в секунду, обтюратор имел две холостые лопасти.

## Передача движения
Кроме выдержки, от угла раскрытия обтюратора зависит плавность движения на экране. Смаз быстро движущихся объектов при большом угле раскрытия маскирует прерывистость изображения. В то же время, если выдержка слишком мала, даже объекты, движущиеся с большой скоростью, получаются резкими. При просмотре это вызывает неприятное ощущение стробированности (дробности) изображения, особенно выраженное на большом экране, где задействуется малоинерционное периферическое зрение. Также, при уменьшении угла раскрытия, становится заметнее стробоскопический эффект, например когда колёса вращаются в обратную сторону. Поэтому, уменьшение угла раскрытия обтюратора применяется в основном в сценах с неподвижными объектами или с небольшим темпом движения, главным образом, для создания кинематографических эффектов. При технических и высокоскоростных киносъёмках быстропротекающих процессов часто используются щелевые обтюраторы с предельно малым углом раскрытия. В некоторых случаях слишком короткая выдержка может быть использована как художественный приём: оператор-постановщик Януш Каминский намеренно уменьшил угол раскрытия обтюратора до 45° при съёмке боевых сцен фильма «Спасти рядового Райана», добившись тем самым ощущения нереальной чёткости движений и взрывов.

## «Тяга обтюратора»
Нарушение синхронизации обтюратора со скачковым механизмом в кинопроекторе приводит к неприятному эффекту в виде вертикального шлейфа от ярких деталей изображения и его дрожания на экране. На профессиональном жаргоне киномехаников это явление называется «тяга обтюратора» и должно быть немедленно устранено регулировкой приводов. Такая же неисправность киносъёмочного аппарата вызывает неустранимый брак, когда света́ изображения прочерчивают вертикальные «шлейфы» из-за движения киноплёнки в момент экспозиции. Некоторые кинематографисты используют этот эффект для получения иллюзии съёмки ручной хроникальной камерой, например в боевых эпизодах исторических кинокартин. При этом эффект смазки тщательно регулируется, чтобы изображение не выглядело бракованным, а лишь слегка удлиняло блики по ходу киноплёнки. Дозированная «тяга обтюратора» использована создателями фильмов «Цельнометаллическая оболочка» и «Спасти рядового Райана» в некоторых батальных сценах.

## Зеркальный обтюратор
После Второй мировой войны в большинстве киносъемочных аппаратов получил распространение сопряженный визир с зеркальным обтюратором, впервые использованным в 1937 году в немецкой кинокамере Arriflex 35. Плоскость дискового обтюратора 2 таких аппаратов располагается под углом 45° к оптической оси объектива 1, причем, поверхность обтюратора, обращенная к объективу, покрывается зеркальным слоем. Поэтому при перекрытии кадрового окна 9 весь световой поток от объектива направляется обтюратором на матовое стекло 3, расположенное перпендикулярно плоскости киноплёнки. Таким образом, на матовой поверхности получается изображение, идентичное получаемому в кадровом окне при открытом обтюраторе. Принцип действия визира, построенного на основе зеркального обтюратора, аналогичен работе видоискателя однообъективного зеркального фотоаппарата.
Зеркальный обтюратор позволяет производить фокусировку по матовому стеклу с высокой точностью, не зависящей от фокусного расстояния объектива. Кроме того, такой видоискатель полностью лишён параллакса и позволяет визуально контролировать глубину резкости. Возможность сквозного визирования существовала и до зеркального обтюратора, например в камерах Bell & Howell 2709 1912 года: аппарат мог смещаться по направляющим поперёк плоского основания, устанавливая напротив съёмочного объектива кадровое окно с киноплёнкой или матовое стекло с лупой. Однако, этот способ делал кадр видимым только в перерывах съёмки, а при работающем аппарате для кадрирования приходилось использовать вспомогательный видоискатель с палаллаксом. Постоянное визирование было доступно сквозь киноплёнку в аппаратах Debrie Parvo и некоторых других, однако сопрягалось с риском её засветки через лупу и оказалось непригодным для новейших панхроматических плёнок с почти непрозрачным противоореольным подслоем. 
Зеркальный обтюратор не страдает ни одним из перечисленных недостатков, позволяя точно кадрировать и фокусировать изображение как во время съёмки, так и при остановленном механизме, который при окончании съёмки автоматически устанавливает обтюратор в положении визирования в большинстве камер. При отсутствии такой автоматики обтюратор доворачивают вручную рукояткой общего привода. Поле зрения, отображаемое сопряжённым визиром с зеркальным обтюратором, точно совпадает с полем зрения любого съёмочного объектива, позволяя без ограничений пользоваться сменной оптикой и вариообъективами. Появление зеркального обтюратора до такой степени изменило технологию работы кинооператора, что камеры, не оснащённые им, стали называть «слепыми».
Зеркальный обтюратор может располагаться ниже оптической оси объектива или сбоку от неё (чаще всего справа). В первом случае (Arriflex 35 BL, «Конвас-автомат», «Родина», «Кинор 16СХ-2М», «Красногорск») общая компоновка совпадает с  однообъективным зеркальным фотоаппаратом, и матовое стекло с оборачивающей системой лупы размещаются сверху. Реже встречается боковое расположение обтюратора : Arriflex 35, Mitchell BNCR. В этом случае матовое стекло так же находится сбоку вместе с оптикой лупы. В сложных кинокамерах (например, 2КСК) зеркальный обтюратор работает совместно с дисковым или коническим, обеспечивающими более полное перекрытие кадрового окна и предотвращающими засветку через лупу при остановленном аппарате.

## Цветоделение обтюратором
В некоторых ранних системах цветного кинематографа дисковый обтюратор применялся для цветоделения. Для этого в его прозрачные сектора монтировались цветные светофильтры. При вращении такого обтюратора, который чаще всего был двухлопастным, соседние кадры киноплёнки экспонировались через светофильтры разного цвета и были пригодны для получения цветоделённого негатива. При демонстрации полученного фильма использовался такой же обтюратор и цветоделённые кадры позитива проецировались через участок обтюратора соответствующего цвета, создавая зрительное ощущение цветного изображения. Такой принцип цветоделения использовался, например, в системе «Кинемаколор», распространённой в Европе в начале XX века. В СССР этот же принцип использовался в экспериментальной технологии «Спектроколор». В настоящее время подобная технология цветоделения применяется в видеопроекторах с одной матрицей DLP.

## Электронный обтюратор
Современные видеокамеры, использующие в качестве преобразователя света в видеосигнал фотоматрицы, обладают возможностью регулирования выдержки временем считывания зарядов, что функционально совпадает со свойствами механического обтюратора с переменным углом раскрытия. Некоторые производители видеокамер называют эту функцию «электронным обтюратором» (англ. Electronic shutter). Так же, как и у традиционного обтюратора, у электронного время выдержки влияет на передачу плавности движения и при малых выдержках быстрое движение передается дробно, что неприятно для зрителя.
Цифровые кинокамеры, приходящие на смену пленочным, не оснащаются механическим обтюратором. Его функцию регулировки угла раскрытия выполняет электронный аналог, интегрированный в систему управления матрицей.
Однако некоторые модели цифровых кинокамер все же оснащаются механическим обтюратором, для предотвращения появления артефактов движения, порождаемых КМОП-матрицами, нуждающимися в физическом перекрытии светового потока на момент считывания заряда. Кроме того, использование механического зеркального обтюратора позволяет сохранить наличие оптического сквозного визира. В отличие от плёночных кинокамер, в электронных не происходит перемещения киноплёнки, и угол раскрытия виртуального обтюратора может достигать 360°, доводя максимальную выдержку до длительности кадрового цикла. Таким образом, при частоте съёмки 24 кадра в секунду максимальная выдержка может составлять 1/24 секунды, против 1/48, характерной для обычных кинокамер. Это позволяет вести съёмку при более низких уровнях освещённости.